# Cathartes aura
El aura gallipavo (Cathartes aura) es una especie de ave Cathartiformes de la familia Cathartidae. Su área de distribución se extiende desde el extremo sur de Sudamérica hasta el sur de Canadá. Habita una variedad de zonas abiertas y semiabiertas, incluyendo bosques subtropicales, matorrales, pastizales y desiertos. Es un ave grande, con una envergadura de 170-183 cm, una longitud de 64-81 cm y un peso que puede variar entre 0,85 y 2,26 kg. Su plumaje es marrón oscuro hasta negro; la cabeza y el cuello no tienen plumas y son de color púrpura-rojo. Su pico es corto, ganchudo, y de color marfil. Considerada como en preocupación menor por la lista roja de la IUCN.

## Hábitos
El aura gallipavo se alimenta casi exclusivamente de carroña. Localiza los cadáveres con su aguda visión y su sentido del olfato, volando a una altura suficientemente baja para detectar los gases producidos por los inicios del proceso de descomposición de los animales muertos. Para desplazarse en el aire, aprovecha térmicas, reduciendo la necesidad de aletear. 
Pasa la noche en largos grupos comunitarios. Como carece de siringe —el órgano vocal de las aves— sus vocalizaciones se limitan a silbidos bajos y gruñidos. Anida en cuevas, huecos de árboles o matorrales. Suele tener dos crías que alimenta por regurgitación. Tiene pocos depredadores. Su esperanza de vida es algo por encima de 16 años en un ambiente silvestre, mientras que en cautiverio puede llegar a tener más de 30 años en casos excepcionales.
A pesar de tener una apariencia semejante a la de los buitres del Viejo Mundo, no están estrechamente emparentados, aunque forman parte del mismo orden Accipitriformes. Los buitres del Viejo Mundo son incluidos en la familia Accipitridae, que incluye también las águilas, los gavilanes, y los milanos. El aura gallipavo pertenece a la familia Cathartidae, que incluye también al cóndor de los Andes (Vultur gryphus).

## Nombre común
Tiene diferentes nombres comunes, incluyendo jote de cabeza colorada (Argentina y Chile): urubú de cabeza roja; (Brasil): guala cabecirroja; (Colombia): zopilote, gallinazo, chulo, golero; (Costa Rica): maura, aura o aura tiñosa y buitre pavo; (Cuba, República Dominicana y Puerto Rico): tiñosa, zope (El Salvador; Guatemala): cute; (Honduras): zopilote, aura, aura cabecirroja, aura común, chombo; (México): zopilote cabecirrojo; (Nicaragua): noneca; (Panamá): cuervo cabeza roja; (Paraguay y Uruguay): gallinazo de cabeza roja; (Perú y Chile): oripopo (Venezuela).
El nombre común recomendado por la Sociedad Española de Ornitología es aura gallipavo.

## Descripción

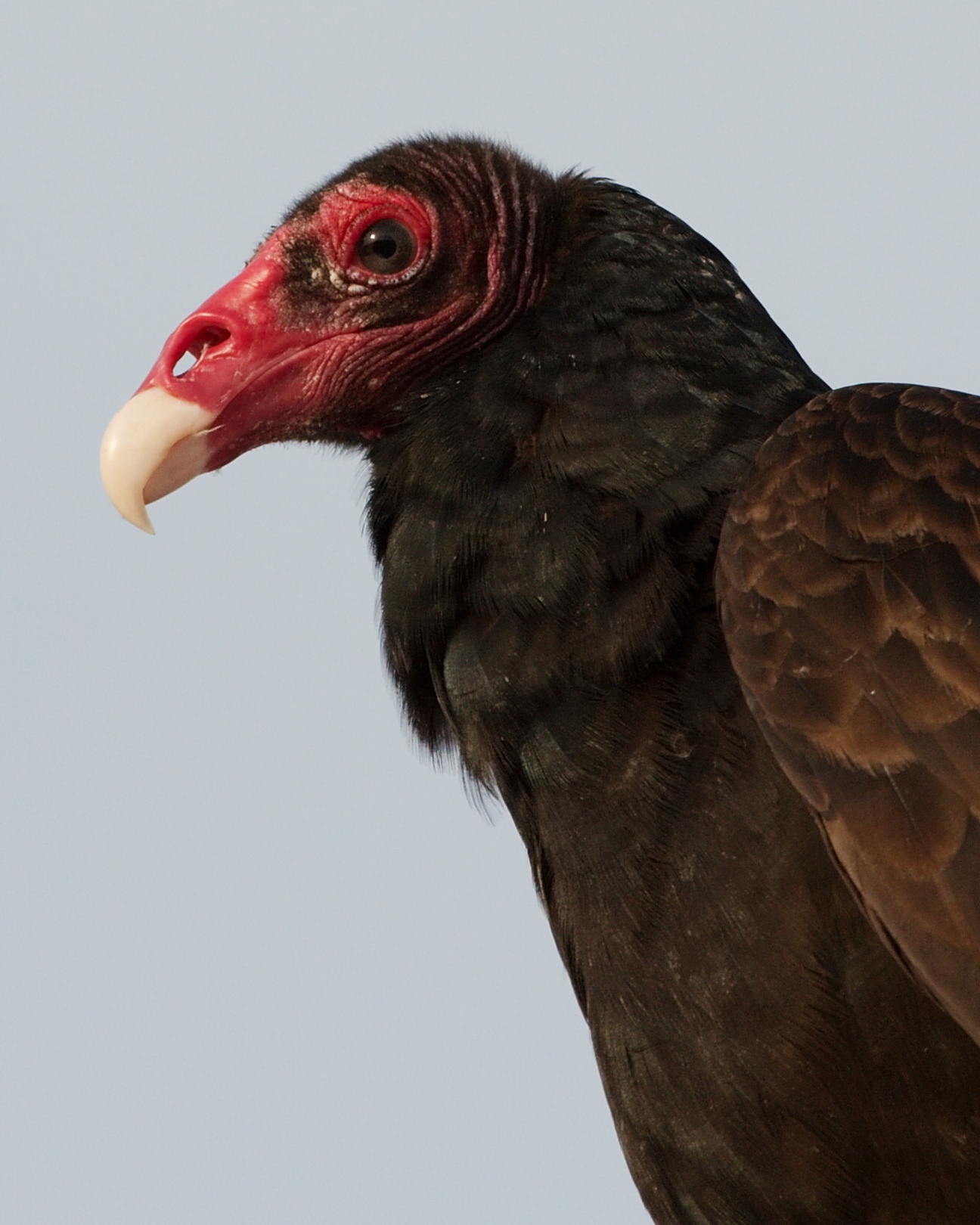
Vista lateral, mostrando la nariz perforada.

El aura gallipavo adulto tiene un tamaño de 66 a 81 cm, una envergadura de 173 a 183 cm, y un peso de 0,85 a 2,26 kg. El dimorfismo sexual es mínimo; ambos sexos son idénticos en el plumaje y la coloración, aunque la hembra es ligeramente más grande. Las plumas del cuerpo son en su mayoría de color marrón-negruzco. La superficie inferior de las plumas de vuelo de las alas es de color gris, creando contraste con los lineamientos alares más oscuros. La cabeza es pequeña en proporción al cuerpo y no tiene plumas; en los adultos es rojiza y en las especies juveniles es gris oscuro. Tiene un pico relativamente corto, ganchudo, de color marfil. El iris de los ojos es de color marrón-grisáceo. Las patas y los pies son de color rosado, aunque a menudo con manchas blancas. El ojo tiene una sola fila incompleta de pestañas en el párpado superior y dos filas en el párpado inferior.
Los dedos delanteros de los pies son largos y tienen pequeñas membranas interdigitales en sus bases. Las marcas de las garras son largas, entre 9,5 y 14 cm de largo y 8,2-10,2 cm de ancho. Los dedos de los pies están dispuestos en un clásico patrón anisodáctilo. Los pies son planos, relativamente débiles y poco adaptados a agarrar; las garras tampoco están diseñadas para agarrar, ya que son relativamente romas. 
En vuelo, la cola parece larga y delgada, contrastando con la del zopilote negro (Coragyps atratus). Las fosas nasales no están separadas por un tabique, sino que están perforadas. Anualmente pasa por una muda gradual que se inicia a fines del invierno hasta inicios de la primavera y que dura hasta principios del otoño. En los ejemplares juveniles, la cabeza tiene un color gris y la punta del pico es negra. No se sabe exactamente qué edad puede alcanzar. La esperanza de vida máxima registrada en auras gallipavo silvestres es dieciséis años. La esperanza de vida en cautiverio es más elevada, en general veintiún años, aunque existe un ejemplar en Minnesota con una edad confirmada de treinta y cuatro años.

## Distribución y hábitat

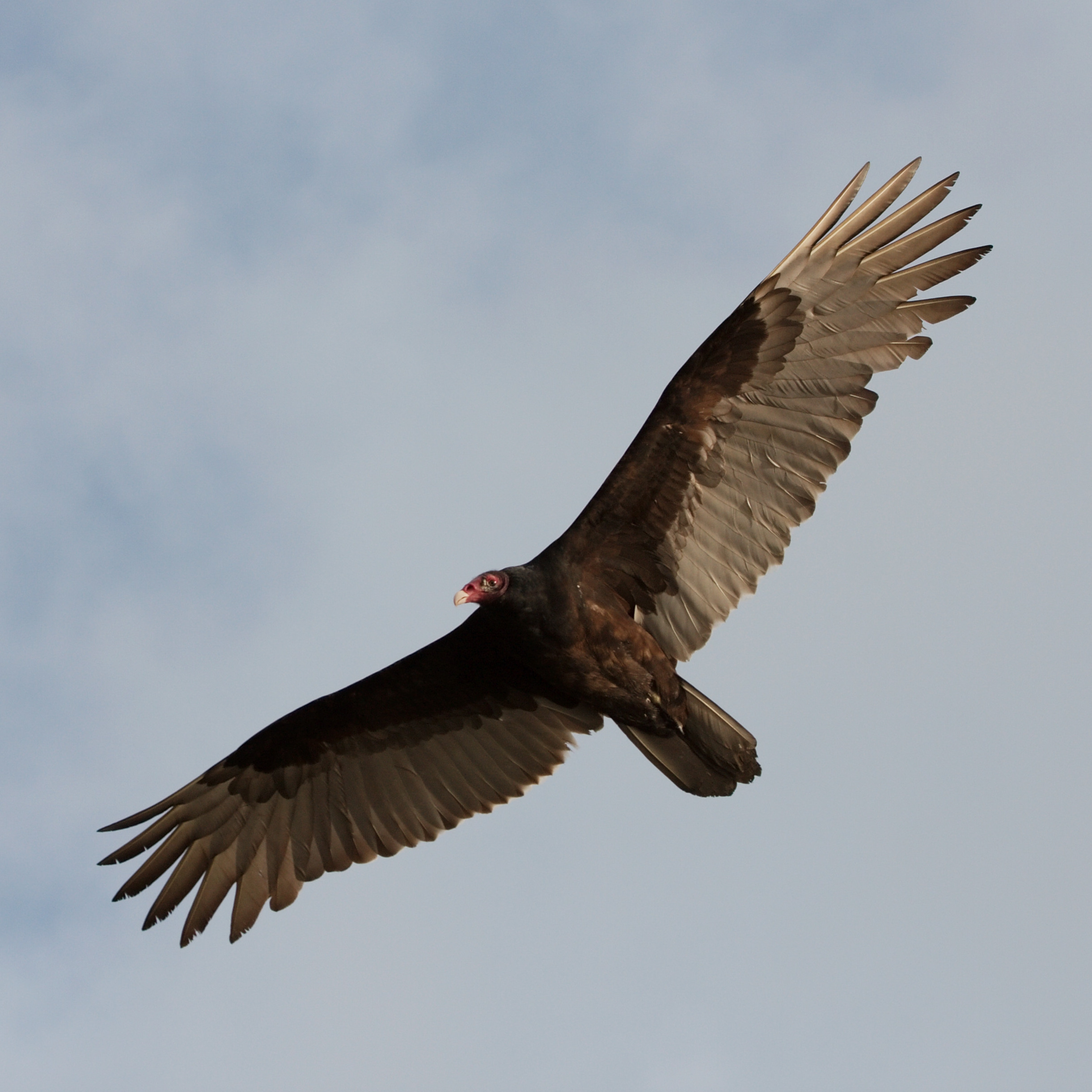
En vuelo.

El aura gallipavo tiene una amplia distribución, con una incidencia global estimada de 28.000.000 km². Es el buitre más abundante en las Américas, y se distribuye desde el sur de Canadá hasta el Cabo de Hornos en el sur de Chile. 
Su población mundial se estima en 5.000.000 de aves. 
Las auras que anidan en Canadá y el norte de Estados Unidos migran hacia el sur en el invierno, a veces llegando hasta Sudamérica.
Es un ave común en campo abierto, bosques subtropicales, matorrales, desiertos y el piemonte. También habita pastizales, praderas y humedales. Por lo general evita las zonas de bosques densos; es más común en áreas relativamente abiertas con bosques cercanos para la anidación.
Su rango altitudinal es normalmente menos de 2500 m s. n. m., pero se le ha visto a los 4300 metros en Bolivia.

## Comportamiento

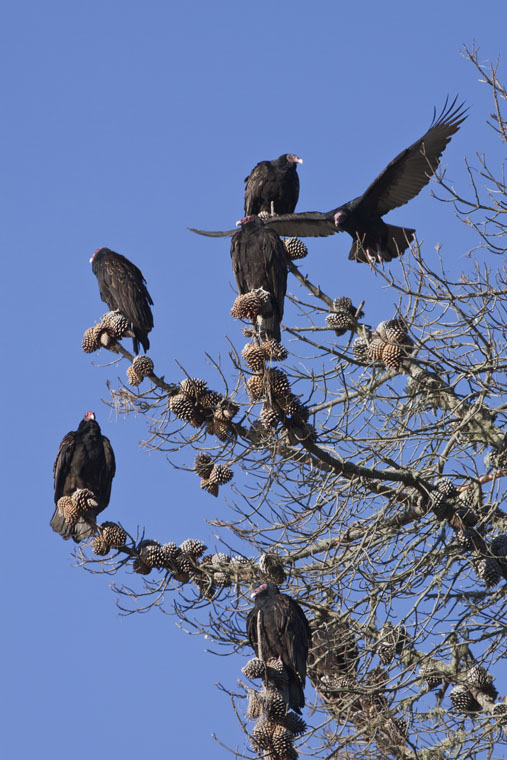
Al amanecer.

El aura gallipavo es un ave gregaria que pasa la noche en grupos comunitarios, aunque suele buscar alimento individualmente durante el día. Hasta varios cientos de buitres pueden agruparse para pasar la noche, a veces incluyendo zopilotes negros (Coragyps atratus). Perchan en árboles muertos, sin follaje, o en estructuras artificiales como torres de agua. A pesar de que anida en cuevas, no entra en ellas para descansar, excepto durante la época de reproducción. Durante la noche, reduce su temperatura corporal por cerca de 6 grados centígrados hasta 34°C, volviéndose ligeramente hipotérmico.

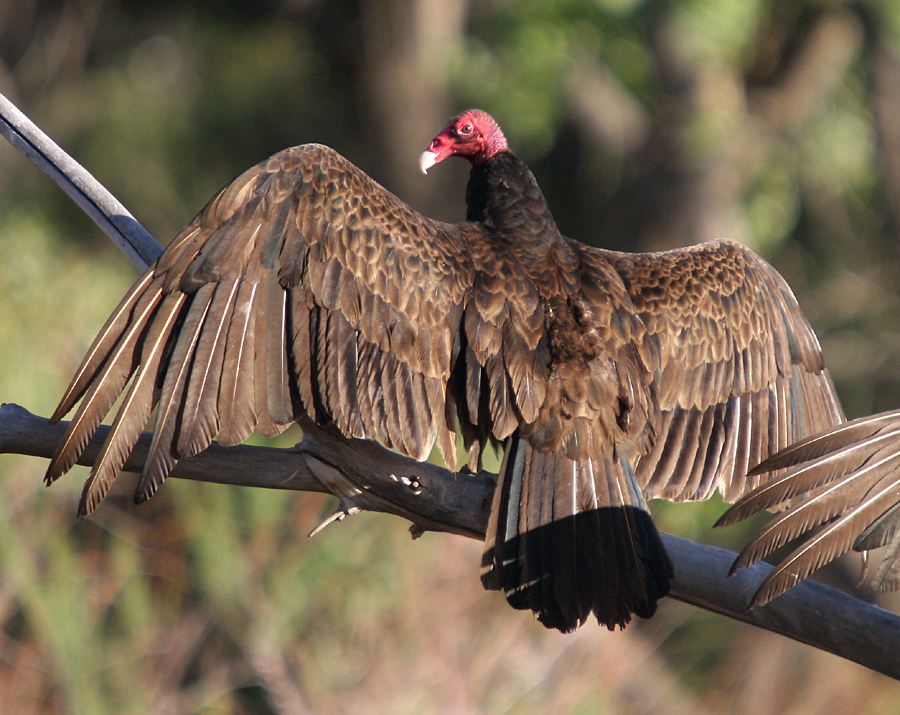
Adulto con alas extendidas.

 Es frecuentemente visto sentado con las alas extendidas. Se cree que esta postura cumple con múltiples funciones: secar las alas, calentar el cuerpo, y combatir bacterias. Se practica con más frecuencia después de noches lluviosas o húmedas. El mismo comportamiento es observado en otros buitres americanos, buitres del Viejo Mundo, y cigüeñas. Al igual que las cigüeñas, el aura gallipavo a menudo defeca sobre sus propias piernas como medio para disipar el calor tras la evaporación del líquido contenido en las heces y la orina, un proceso conocido como urohidrosis. De esta forma enfría los vasos sanguíneos que pasan por las patas y los pies, y causa manchas blancas por el ácido úrico que cubre las piernas.
El aura gallipavo tiene pocos depredadores naturales. Buitres adultos y juveniles pueden caer presa de águilas reales, águilas, y búhos cornudos. Los huevos y polluelos pueden caer presa de mamíferos tales como mapaches, tlacuaches y zorros. Su principal forma de defensa es regurgitar carne semi-digerida, una sustancia maloliente que irrita los ojos, con la que logra disuadir a la mayoría de las criaturas con intenciones de asaltar un nido de buitres. Un buitre también puede verse obligado a regurgitar una comida semi-digerida para deshacerse rápidamente del peso en su buche y poder tomar vuelo con el fin de huir de un depredador potencial.

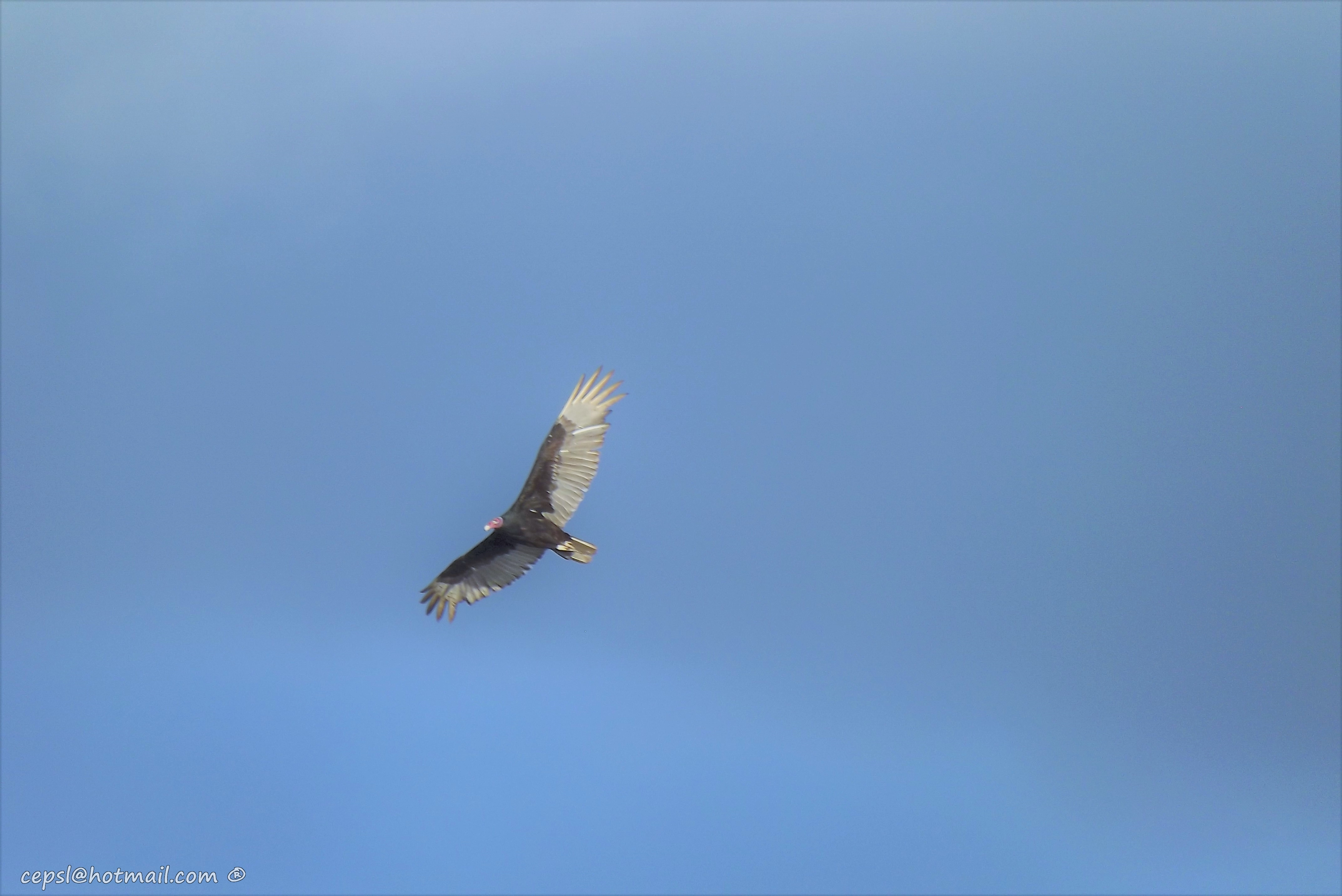
Ejemplar adulto en vuelo sostenido aprovechando las térmicas.

Cuando se desplaza en el suelo, con saltos desgarbados, el aura gallipavo parece muy torpe. Requiere de un gran esfuerzo para alzar el vuelo, batiendo sus alas mientras salta. 
Una vez en alza, planea con las alas en forma de diedro y frecuentemente se balancea de un lado a otro, captando la luz del sol que refleja el gris plateado de las alas. El vuelo del aura gallipavo es ejemplar de un vuelo estático, aprovechando térmicas para mantener su altitud, a veces durante horas, sin la necesidad de batir sus alas.

### Alimentación

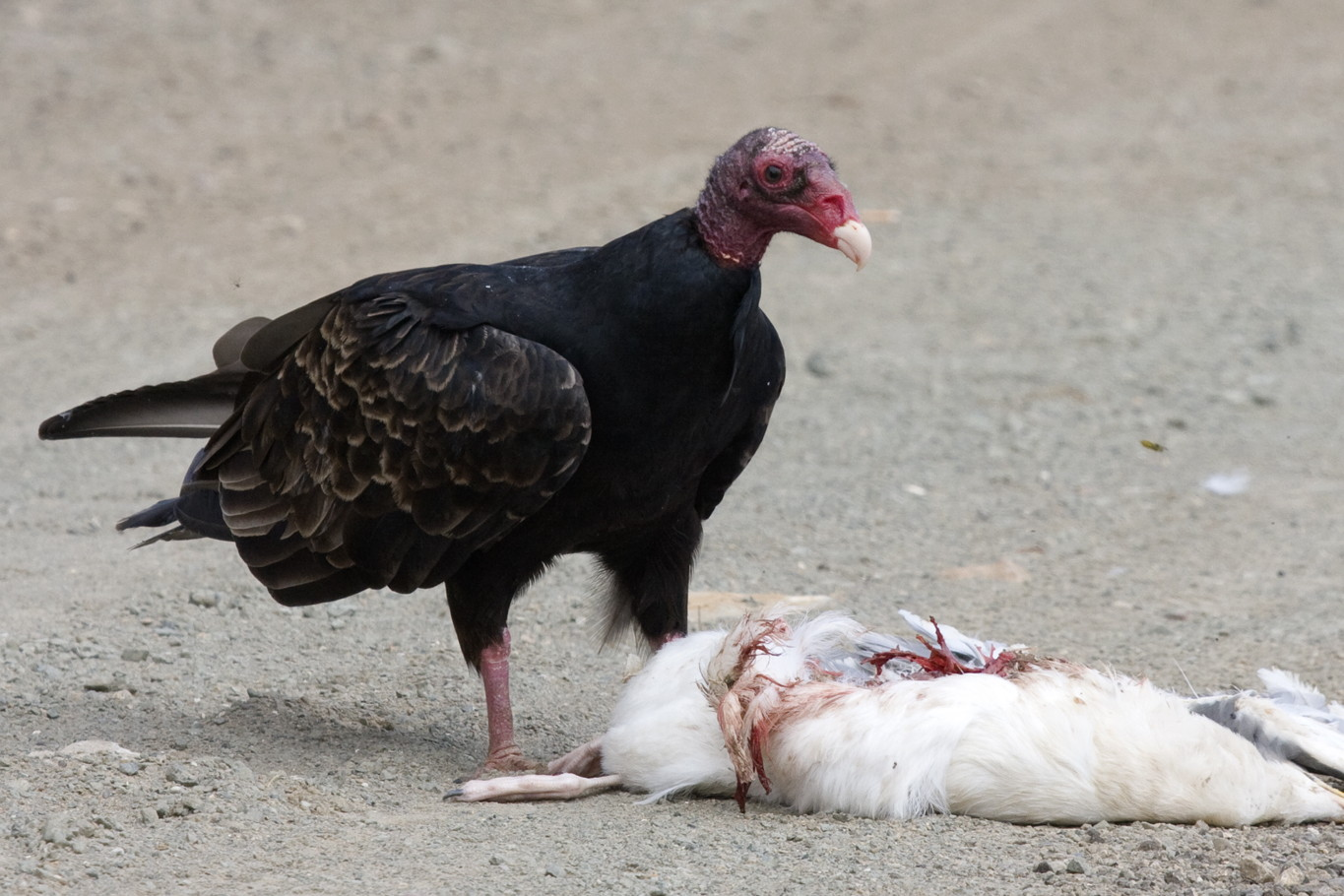
Alimentándose de una gaviota muerta.

Se alimenta principalmente de una amplia variedad de carroña, desde pequeños mamíferos a los herbívoros grandes, prefiriendo los recién muertos, y evitando los cadáveres que han llegado al punto de putrefacción. Raramente se alimenta de materia vegetal, como vegetación riberana, calabazas u otros cultivos, y de insectos vivos y otros invertebrados. En Sudamérica ha sido observado comiendo las frutas de la palma aceitera, una especie introducida. Es poco común que cace y mate a su presas. 
A menudo se puede observarlo a lo largo de las carreteras, alimentándose de los cadáveres de animales atropellados, o cerca de cuerpos de agua, alimentándose de peces varados. Al igual que otros buitres, desempeña un papel importante en su ecosistema, librando al ambiente de la carroña que de otro modo podría representar un brote de enfermedades.
Busca alimento utilizando su sentido del olfato, un sentido compartido con los demás buitres del género Cathartes, pero poco común en el mundo de las aves. Localiza carroña al detectar el olor de etanotiol, un gas producido al inicio de la descomposición en los animales muertos. El lóbulo olfativo de su cerebro, responsable del procesamiento de los olores, es particularmente grande en comparación con otros animales. Esta capacidad para detectar olores le permite localizar carroña por debajo de la cubierta de bosques. Los buitres que carecen de esta capacidad, como el zopilote rey (Sarcoramphus papa) y el zopilote negro (Coragyps atratus), siguen al aura gallipavo hacia los cadáveres. A menudo el aura gallipavo es el primero en llegar al animal muerto, junto con el aura sabanera y el aura selvática que comparten la misma capacidad de oler la carroña. Desplaza a auras sabaneras y auras selváticas debido a su tamaño más grande, pero a su vez es desplazado por el zopilote rey, que generalmente rompe la piel de cadáveres de animales grandes con cueros duros. Esto permite a los buitres más pequeños, con picos relativamente débiles, acceder también a las partes comestibles de la carroña. Eso es un ejemplo de dependencia mutua entre especies.
Los seres humanos también aprovechan del sentido del olfato de los buitres americanos: se inyecta etanotiol en los oleoductos, y a continuación, los ingenieros en busca de fugas monitorean los vuelos de los buitres que buscan alimento.

### Reproducción

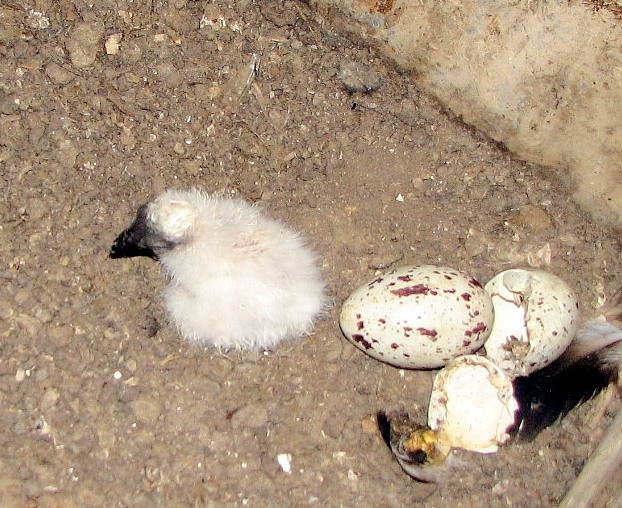
Huevo y polluelo recién nacido de menos de un día de edad.

El inicio de la temporada reproductiva varía dependiendo de la latitud en que permanece. En el norte del área de distribución se inicia entre principios de marzo hasta junio. El apareamiento se forma siguiendo un cortejo ritual que se realiza en el suelo: varios machos se reúnen en un círculo, rodeando a una hembra mientras abren parcialmente sus alas, pavoneándose, balanceando sus cabezas, y realizando movimientos de salto en todo el perímetro del círculo. También realizan vuelos de cortejo, lanzándose o persiguiéndose entre sí.
El aura gallipavo anida en sitios relativamente protegidos, como en acantilados, dentro de cuevas, en el hueco de un árbol, o en lugares con vegetación densa. No construye nidos, sino que pone los huevos en el fondo del lugar elegido. Las hembras suelen poner dos huevos, aunque la puesta puede variar entre uno y tres huevos. Los huevos son de color crema, manchados de castaño o lavanda alrededor de su extremo más grande. Los padres comparten la incubación que dura entre treinta y cuarenta días. Los polluelos son altriciales; es decir, nacen ciegos, desnudos e indefensos. Durante unas diez u once semanas, cuidan de los polluelos y les dan de comer regurgitando. Cuando los adultos están amenazados mientras anidan, pueden regurgitar sobre el intruso, fingir la muerte, o huir del nido. Si los polluelos se ven amenazados en el nido, se defienden silbiendo y regurgitando. Los polluelos permanecen en el nido durante nueve a diez semanas. Los grupos familiares permanecen juntos hasta el otoño.

## Relación con los humanos
En ocasiones, el aura gallipavo ha sido percibido como una amenaza por ganaderos que piensan que difunde enfermedades del ganado como el carbunco o peste porcina. Sin embargo, el tracto digestivo del aura gallipavo tiene ácidos que destruyen los virus. También existe la percepción de que el aura gallipavo ataca a animales recién nacidos. Esta percepción es equivocada: el aura gallipavo no mata animales vivos, aunque sí se mezcla con grupos de zopilotes negros (Coragyps atratus) que incidentalmente matan a terneros aislados, y se alimentan de lo que dejan. Los excrementos producidos por el aura gallipavo y otros buitres pueden ser dañinos para árboles y otra vegetación.

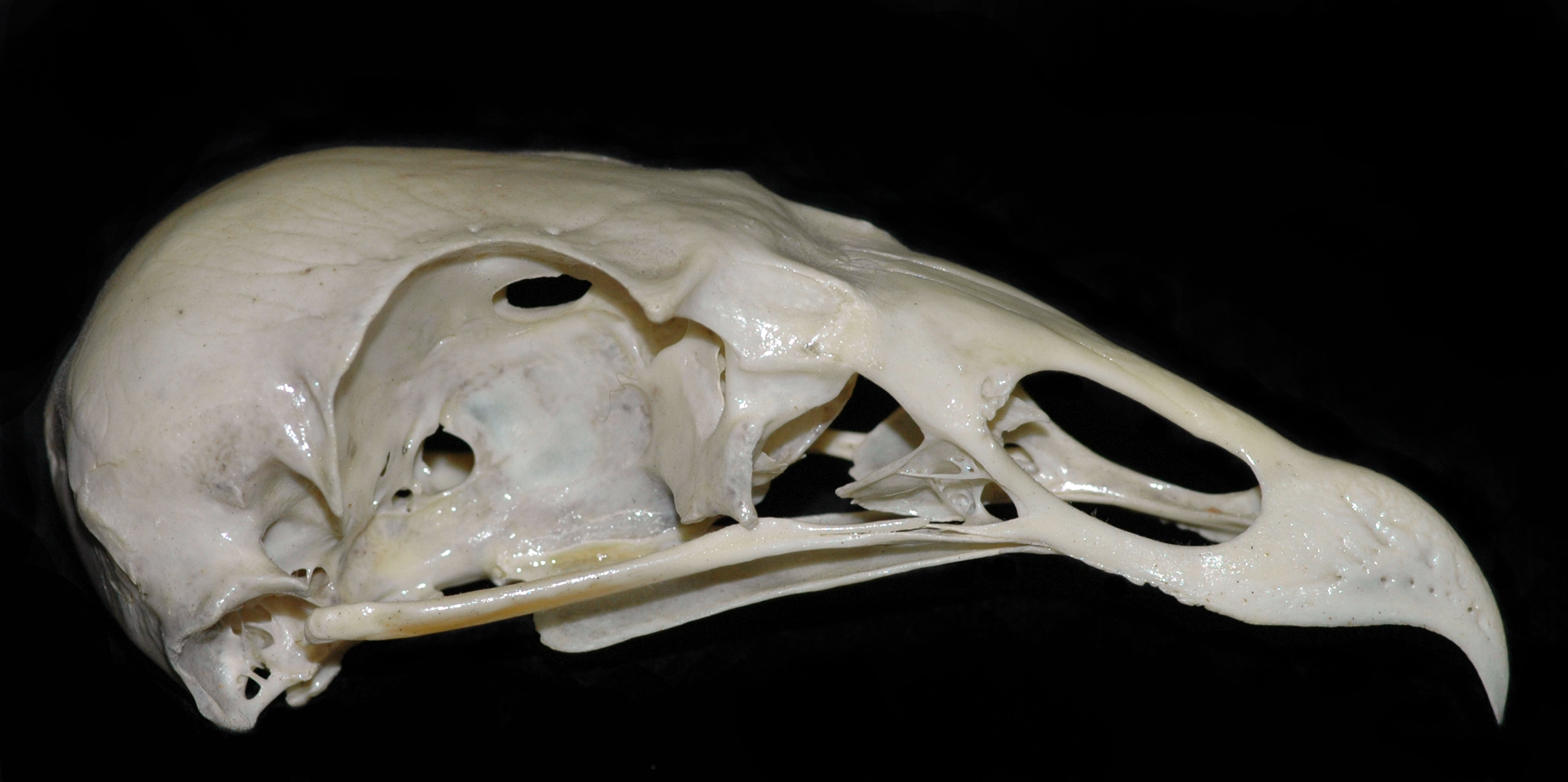
Cráneo de Cathartes aura.

El aura gallipavo está protegido por un número de leyes y tratados internacionales, incluyendo el Tratado de Aves Migratorias de 1918 en los Estados Unidos, por la Convención para la Protección de Aves Migratorias en Canadá, y por la Convención para la Protección de Aves Migratorias y de Mamíferos en México. En los Estados Unidos está prohibido de capturar, matar o poseer auras gallipavo, con pena de una multa de hasta 15 000 USD y una pena de prisión de hasta seis meses. El aura gallipavo es también incluido en la Convención de Especies Migratorias de Animales Silvestres ratificada por 115 países, incluyendo 12 países latinoamericanos: Chile (1983), Panamá (1989), Uruguay (1990), Argentina (1992), Perú (1997), Paraguay (1999), Bolivia (2003), Ecuador (2004), Honduras (2007), Costa Rica (2007), Antigua & Barbuda (2007), Cuba (2008). Está clasificada como una especie de preocupación menor de acuerdo a la UICN. Las poblaciones parecen mantenerse estables, y no se ha alcanzado el umbral de la inclusión como especie amenazada, que requiere de una disminución de más de 30 por ciento en diez años o en tres generaciones.

## Taxonomía

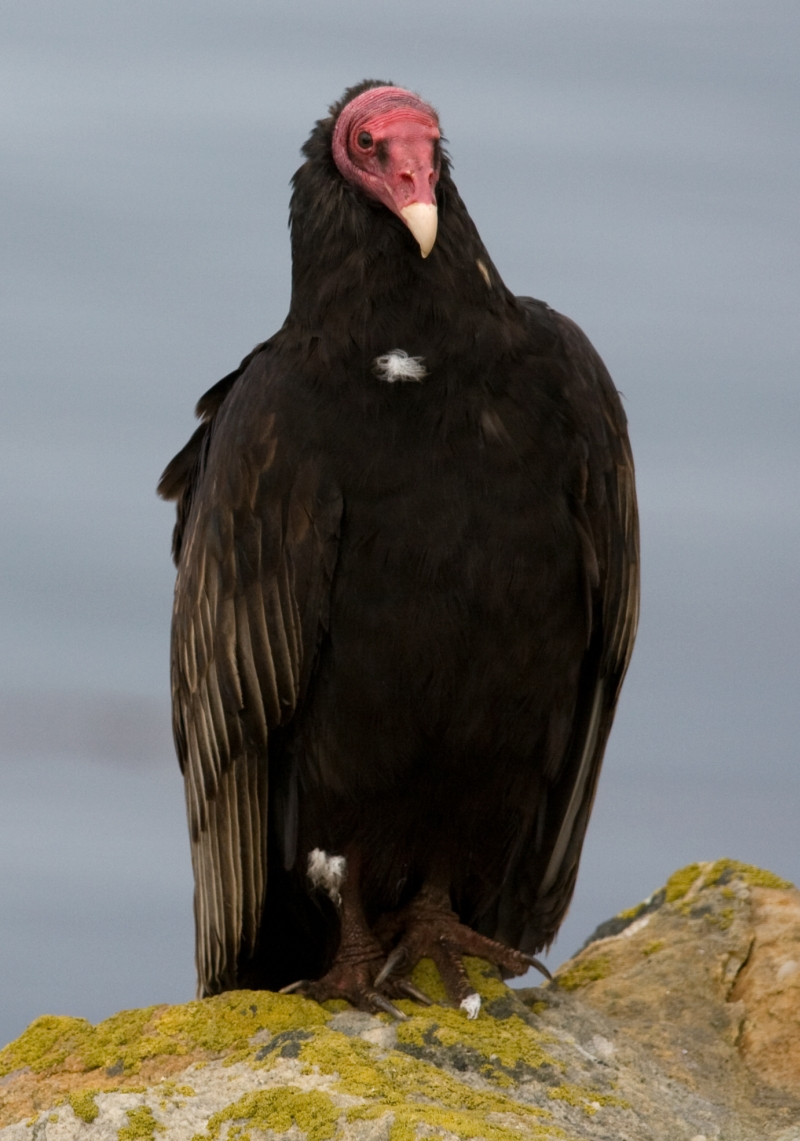
Aura gallipavo.

El nombre genérico Cathartes significa «purificador» y es la forma latinizada de la palabra griega kathartes (en griego: καθαρτης). El nombre específico de la especie, aura, es la forma latinizada de auroura, la palabra indígena mexicana para este buitre. 
Fue formalmente descrito por primera vez por Carlos Linneo como Vultur aura en su Systema naturæ en 1758, y caracterizado como V. fuscogriseus, remigibus nigris, rostro albo («buitre marrón-gris, con alas negras y un pico blanco»). 
El aura gallipavo es un miembro de la familia Cathartidae, junto con las otras seis especies de buitres americanos, y se incluye en el género Cathartes con el aura selvática  (C. melambrotus) y el aura sabanera (C. burrovianus). Al igual que otros buitres americanos, el aura gallipavo tiene un número cromosómico diploide de 80.
No existe claridad sobre la ubicación taxonómica exacta del aura gallipavo y las demás seis especies de buitres americanos. A pesar de que los buitres americanos y los buitres eurasiáticos tienen una apariencia y funciones ecológicas semejantes, ambos grupos evolucionaron de ancestros diferentes en diferentes partes del mundo. La medida en que son diferentes es actualmente donde se enfoque el debate, con algunas autoridades sugiriendo que los buitres americanos pueden ser Ciconiiformes y que están más estrechamente relacionados con cigüeñas.
Autoridades taxonómicas más recientes colocan los buitres americanos en el orden Accipitriformes junto con los buitres del Viejo Mundo, o los colocan en su propio orden: Cathartiformes.

### Subespecies
Se distinguen cinco subespecies:

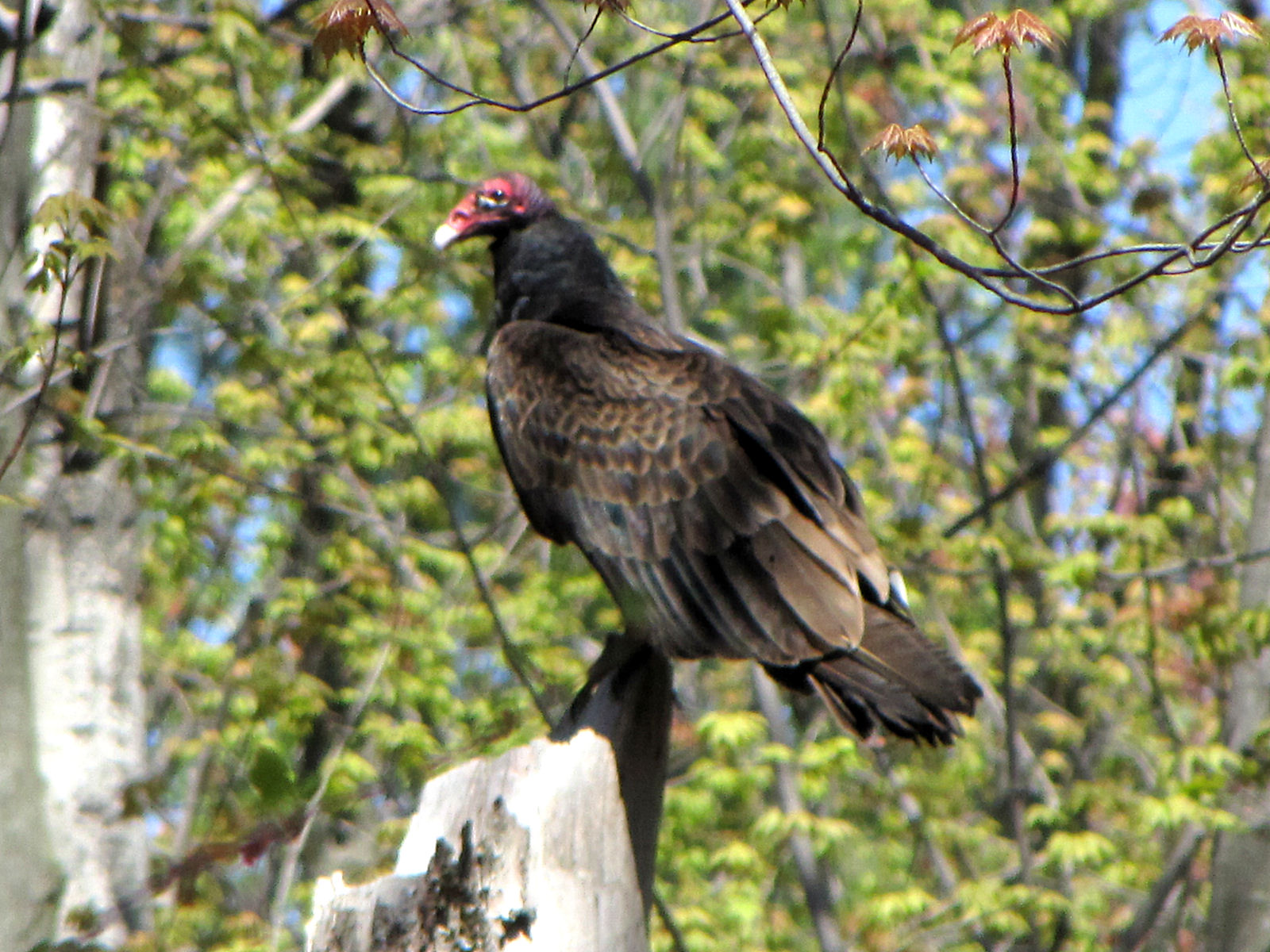
C. a. septentrionalis, Ottawa, Canadá.

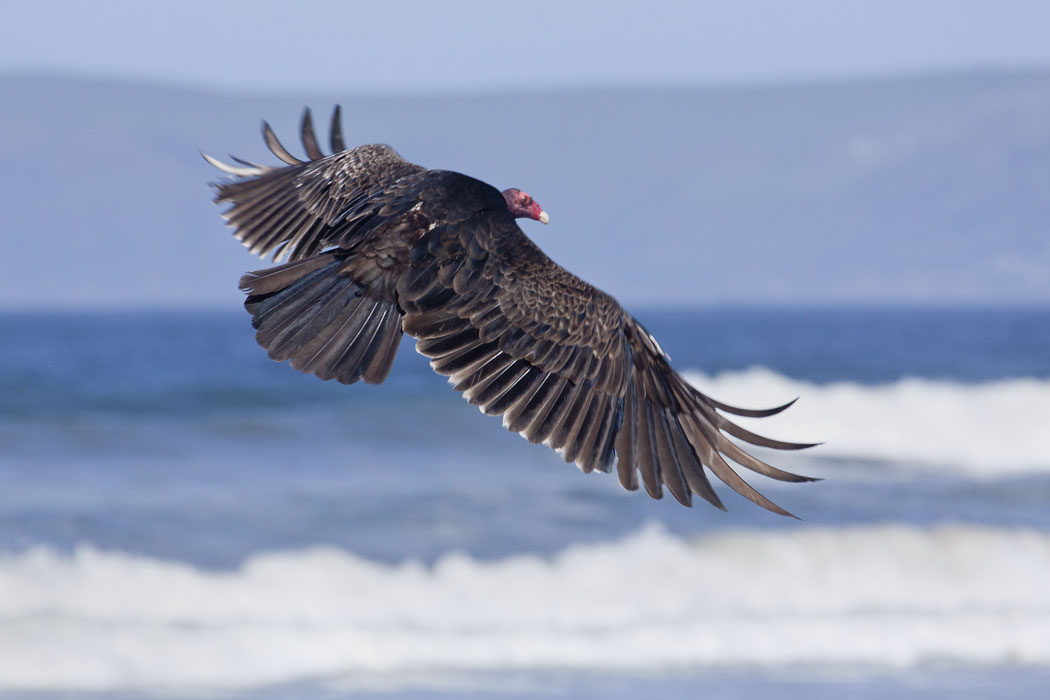
C. aura, en Morro Bay, California.

- C. a. aura (Linnaeus, 1758), es la subespecie nominal. Su área de distribución se extiende de México, América Central, América del Sur y Antillas Mayores. El área de distribución de esta subespecie de vez en cuando se superpone al de otras subespecies. Es la más pequeña de las subespecies, pero su plumaje es casi indistinguible de C. a. meridionalis.[58]
- C. a. jota (Molina, 1782), el aura gallipavo de Chile, es más grande, con un plumaje marrón y un poco más pálido que C. a. ruficollis. Las plumas secundarias y coberteras de las alas pueden tener bordes de color gris.[59]
- C. a. meridionalis, es un sinónimo de C. a. teter. C. a. teter fue identificado como una subespecie por Friedman en 1933. Sin embargo, en 1964 Alexander Wetmore hizo una distinción entre las aves del oeste, que adoptaron el nombre meridionalis, un nombre que fue anteriormente aplicado a un ave migratorio procedente de América del Sur. Anida en el sur de Manitoba, el sur de Columbia Británica, el centro de Alberta y Saskatchewan hacia el sur hasta Baja California, el centro-sur de Arizona y el centro-sur de Texas.[60] Es la subespecie que cubre más distancia durante su migración anual, hasta llegar a América del Sur, donde se superpone al área de distribución de C. a. aura, una subespecie más pequeña. Se diferencia de C. a. septentrionalis por los bordes de las coberteras de las alas que son más estrechos y de un marrón más oscuro.[58] Sin embargo, esta subespecie no es reconocida por todas las autoridades.[61][6]
- C. a. ruficollis Spix, 1824, se distribuye de Panamá hacia el sur hasta Uruguay y Argentina. También se encuentra en la isla de Trinidad.[62] Comparado a C. a. aura tiene un plumaje más oscuro, negruzco, con los bordes alares de color marrón, más estrechos o ausentes por completo.[62] La cabeza y el cuello son de color rojo opaco con manchas de color amarillo-blanco o verde-blanco. Los adultos suelen tener un parche de color amarillo pálido en la corona de la cabeza.[59]
- C. a. septentrionalis Wied-Neuwied, 1839, se distribuye desde el sureste de Canadá hacia el sur por el este de Estados Unidos. Es menos migratoria que C. a. meridionalis y raramente migra más allá del sur de los Estados Unidos. Difiere de C. a. meridionalis en las proporciones de las alas y la cola.[58]